# Karl Schuster (Brauwissenschaftler)
Karl Schuster (* 14. November 1898; † 17. Februar 1967 in München) war ein deutscher Brauwissenschaftler.
Schuster war zunächst Dozent an der Hochschule Weihenstephan. 1950 übernahm er von Hans Leberle den Lehrstuhl für chemische Technologie des Brauwesens. Gleichzeitig übernahm er die Leitung der Bayerischen Lehr- und Versuchsbrauerei. Bekannt war er insbesondere für seine Mikro-Mälzungsanlage und damit durchgeführte Untersuchung neuer Braugersten. 1964 wurde er emeritiert. 
Schuster wurde mit dem Bayerischen Verdienstorden ausgezeichnet. In Freising ist eine Straße nach ihm benannt.

## Veröffentlichungen (Auswahl)
- mit Curt Hetzer: 75 Jahre Das gute Riebeck-Bier, Leipzig, 1862-1937 (Zum 75jähr. Bestehen d. Leipziger Stammhauses). Leipzig-Reudnitz: Leipziger Bierbrauerei Riebeck, 1937.
- Die Bierbrauerei, 3 Bände, 1952–1963.